# Пояна-Цапулуй
Пояна-Цапулуй (рум. Poiana Țapului) — село у повіті Прахова в Румунії. Адміністративно підпорядковане місту Буштень.
Село розташоване на відстані 115 км на північ від Бухареста, 63 км на північний захід від Плоєшті, 29 км на південь від Брашова.

## Населення
За даними перепису населення 2002 року у селі проживали 2750 осіб.
Національний склад населення села:
| Національність | Кількість осіб | Відсоток |
| -------------- | -------------- | -------- |
| румуни         | 2723           | 99,0%    |
| цигани         | 13             | 0,5%     |
| угорці         | 6              | 0,2%     |

Рідною мовою назвали:
| Мова      | Кількість осіб | Відсоток |
| --------- | -------------- | -------- |
| румунська | 2738           | 99,6%    |
| угорська  | 6              | 0,2%     |